# ランボルギーニ・ポルトフィーノ
ポルトフィーノ（Portofino ）は、クライスラーのチーフ・デザイナーの一人であったケヴィン・ヴァーダイン（Kevin Verduyn ）がランボルギーニ向けに開発したコンセプトカーである。1987年のフランクフルトモーターショーで披露されたこの車は、全長4 m 近くの完全に機能する4ドア、4座のスポーツ・セダンであった。

## デザイン
ケヴィン・ヴァーダインは1986年にクライスラー向けにナヴァホ（Navajo ）と呼ばれるコンセプトカーをデザインしたが、これはクレイモデルの域を出ることはなかった。1987年にクライスラーがランボルギーニを傘下に収めると、このデザイン案は復活し、細部に幾らか手が入れられてポルトフィーノとなった。
ポルトフィーノは、イタリア トリノのコッジョラ（Coggiola ）により製作されたが、延長したランボルギーニ・ジャルパのシャーシを基にしたことでミッドシップ・エンジンの後輪駆動車という形式となった。搭載された3.5 リットル V型8気筒エンジンと5速マニュアルトランスミッションもジャルパのものであった。このエンジンは7,000rpmで64.6 bhp/リットルの出力を発生した。ポルトフィーノの最も興味深い特徴はカウンタックに似た上方へ跳ね上がるシザーズドア（scissor doors）形式の前部ドアで、後部ドアはスーサイドドアのような後ろヒンジで上方へ持ち上がって開いた。ボンネット上に貼られたロゴは、クライスラーの5陵星の中にランボルギーニの牡牛が描かれていた。
ポルトフィーノがたった1台のみのコンセプトカーであり、クライスラーによるランボルギーニの所有が長続きしなかった一方でこのコンセプトカーのデザインは続く20年でクライスラー車のデザインに採り入れられて影響を与えた。幅広く低い姿勢と大きく開けた内装はLHボディ車の証となり、これらの「キャブフォワード」（cab forward ）様式は標準となった。三角形のヘッドライトと2条の窪みの入った後部方向指示灯は、そのまま初代のダッジ・イントレピッドに反映され、同車の一貫したデザイン上の特徴であり続けた。

## 唯一無二
ポルトフィーノの試作車は、シャーシ番号LC0001のただ1台のみが製作された。1991年にこの車は輸送中の事故により酷く破損したが、クライスラーはこれを30万ドルの費用をかけてコスタメサ (カリフォルニア州)のメタルクラフターズ （Metalcrafters ）で復元し、現在はオーバーンヒルズのクライスラー本社に展示されている。
ポルトフィーノはキャブフォワード様式のスタイリングを持つ初期の作品として知られており、このデザインの多くの要素がクライスラー・コンコード、ダッジ・イントレピッド、イーグル・ビジョンといった初期のクライスラー・LHプラットフォーム車に採り入れられた。